# Heliophanus undecimmaculatus
Heliophanus undecimmaculatus este o specie de păianjeni din genul Heliophanus, familia Salticidae, descrisă de Caporiacco, 1941. Conform Catalogue of Life specia Heliophanus undecimmaculatus nu are subspecii cunoscute.